# Berninabach
Der Berninabach (rätoromanisch Ova da Berninaⓘ) ist ein rund 13 Kilometer langer rechter Nebenfluss des Inns im Schweizer Kanton Graubünden.
Der Fluss fliesst in nordwestlicher Richtung durch das Val Bernina. Er entwässert zusammen mit seinen Zuflüssen die nordseitigen Gletscher der Berninagruppe, von denen Morteratsch-, Pers- und Tschiervagletscher die bedeutendsten sind.
Die beiden längsten Quelläste des Berninabaches entspringen den Gletschern und Schutthängen am Nordhang des Piz d' Arlas im Osten des Bernina-Hauptkammes. Der rechte durchfliesst bei Erreichen der Talung des Berninapasses den Lej Nair (Schwarzer See) auf 2223 Metern Höhe und den Lej Pitschen. Oberhalb des Lej Nair hat eine spätwürmeiszeitliche Seitenmoräne dieser Gletscher das obere Berninatal abgedämmt und den zum Puschlav abfliessenden Lago Bianco (Weisser See) gebildet. Entgegen dem allgemeinen Talgefälle gehört der Lago Bianco also nicht zum Gebiet des Berninabaches, auch nicht vor dem Bau des Staudammes, der heute die Passhöhe und die Talwasserscheide markiert.
Bei der Alp da Buond Sur fliesst von links die Ova da Diavolezza in den Berninabach. Im weiteren Verlauf erhält der Berninabach drei Nebenbäche, die ihm am Mündungspunkt nahezu ebenbürtig sind. Die beiden ersten kommen von rechts, aus den Tälern Val Minor (Kleineres Tal) und Val da Fain. Unterhalb der Alp Bernina Suot und den Flussbrücken Punt da Bernina stürzt der Berninabach in mehreren kleineren Wasserfällen (Cascata da Bernina) zur fast zweihundert Meter tieferen Talsohle der Ova da Morteratsch herab, die von links den Berninabach erreicht, und die dem Bach folgende Berninabahn benötigt eine weit ausholende Schleife, um bei der Station Morteratsch die Talsohle wieder zu erreichen. Erst ab hier sind die unteren Talhänge von Nadelwald geprägt. Die nächste Talstufe bei Pontresina überwindet der Bach in einer engen Klamm, die von einer neuen Strassenbrücke und der alten Punt Ota überquert wird. Kurz darauf fliesst er auf einer Höhe von 1770 Metern mit dem Rosegbach zusammen und bildet fortan den Flaz, der bei Samedan in den Inn mündet.
Der Berninabach als eigentlicher Oberlauf des Flaz (das Einzugsgebiet des Berninabaches ist rund 65 Prozent grösser als das des Rosegbaches) ist hydrologisch der Hauptquellfluss des Donausystems, da an den Mündungen bei Samedan und Passau der Flaz und der Inn jeweils die etwas grösseren Flüsse sind.
Die Strasse zum Berninapass überquert den Berninabach zweimal, die Berninabahn fünfmal.
Die Wasserqualität des Berninabaches, an dem keine grösseren Siedlungen liegen, ist gut.